# دسق
دسق (به ارمنی: Դսեղ) یک روستا در ارمنستان است که در استان لوری واقع شده‌است.  در  کیلومتری شمال وانادزور، مرکز استان لوری واقع شده است.

## جمعیت
دسق  ۲٬۶۹۸ نفر 
جمعیت دارد و در ارتفاع  متر بالاتر از سطح دریا قرار گرفته است.

## بومیان سرشناس
این روستا زادگاه «هوانس تومانیان» شاعر، داستان‌نویس فعال ادبی و اجتماعی برجستهٔ ارمنی می‌باشد

## نگارخانه

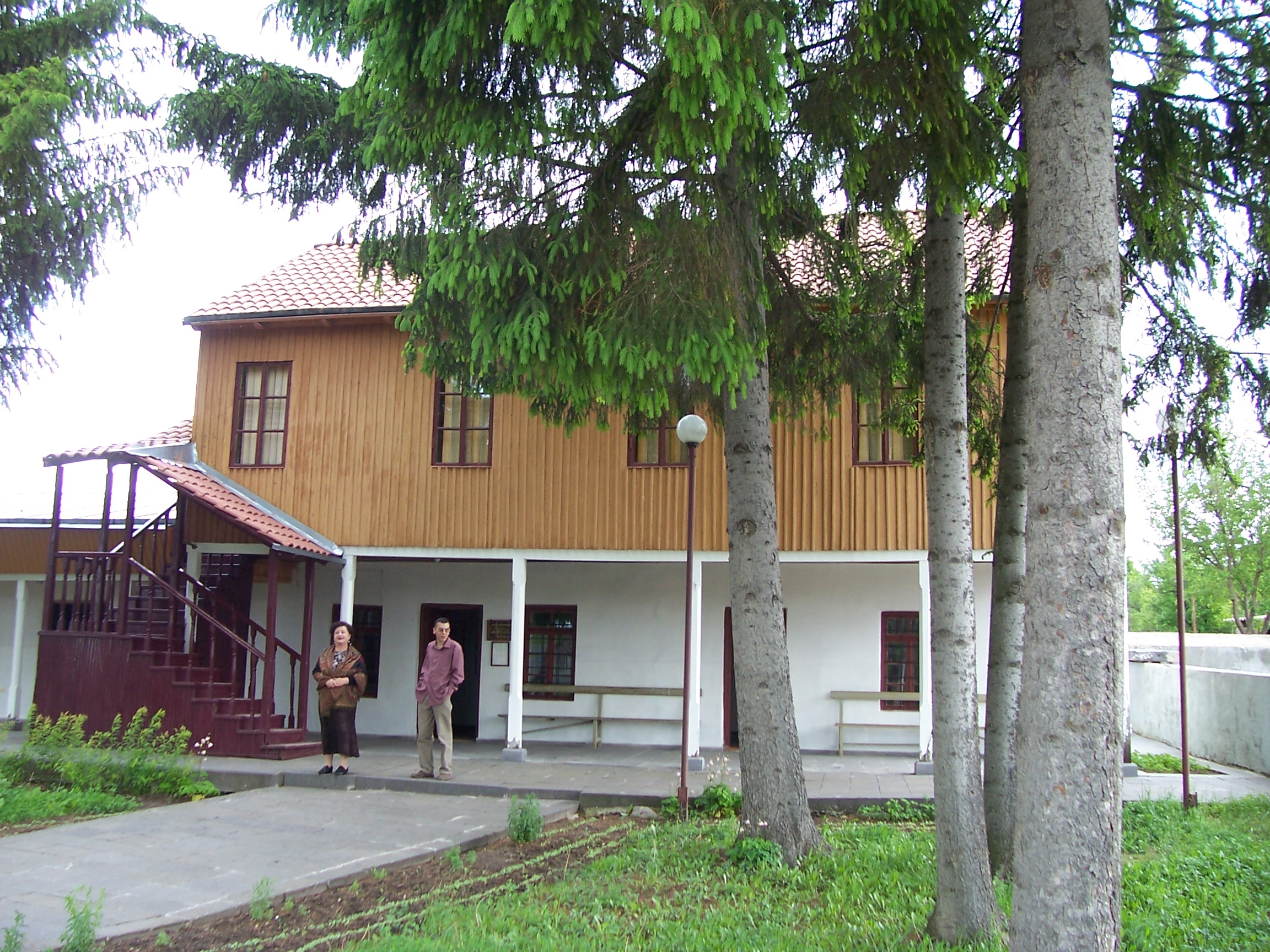
خانه-موزه تومانیان
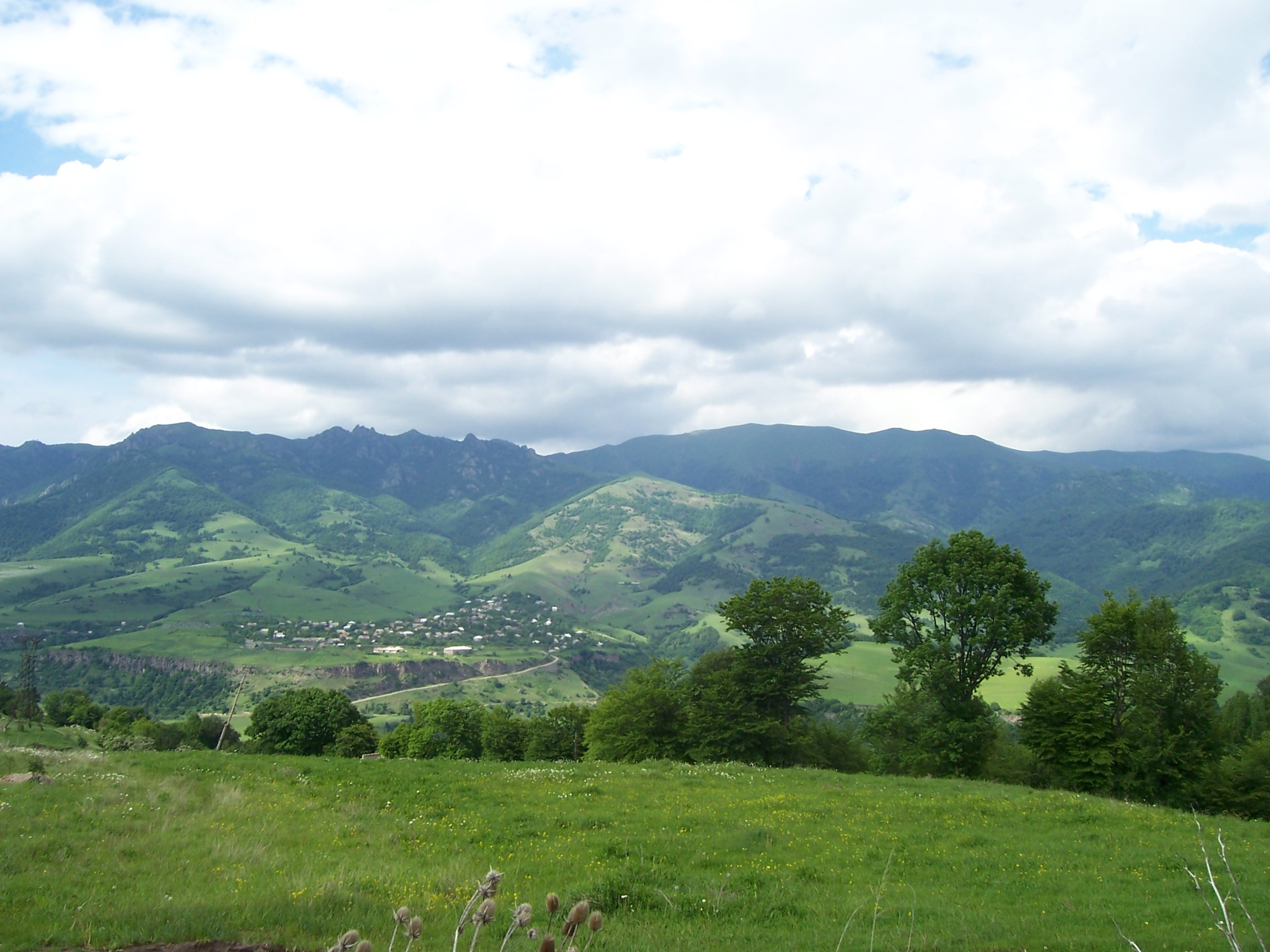
نمایی از دسق